# Flight of Fury
Flight of Fury är en amerikansk actionfilm från 2007 i regi av Michael Keusch.

## Handling
När den hemliga agenten John Sands (Seagal) egen byrå känner sig hotad av att han fått ta del av för mycket information under tidigare uppdrag bestämmer de sig för att låsa in honom och radera hans minne. Men Sands lyckas fly, snart med myndigheten flåsandes i nacken. De ger honom ett erbjudande han inte kan motstå. Återför han ett stulet, topphemligt stealthflygplan till amerikanskt luftrum återfår han sin frihet. Om han misslyckas, kommer stealthplanet att hamna i händerna på terrorister som planerar att utrusta det med biologiska stridsspetsar. Det blir en kamp mot klockan, där Sands infiltrerar fienden och tar striderna mot nya höjder i en våldsam luftduell för att återfå sitt liv och rädda världen!

## Återanvända klipp
- Man har lånat klipp från Iron Eagle från 1986 till filmens finalbombningar.

## Rollista (i urval)
- Steven Seagal - John Sands
- Steve Toussaint - Ratcher
- Angus MacInnes - General Barnes
- Mark Bazeley - Jannick
- Ciera Payton - Jessica
- Alki David - Rojar
- Tim Woodward - Admiral Pendleton
- Karen Shenaz David - General Barnes's OPS Soldier (as Karen David)